# Christian Houzel
Christian Houzel (* 21. Mai 1937) ist ein französischer Mathematikhistoriker.
Houzel studierte 1956 bis 1960 Mathematik an der École normale supérieure (ENS) in Paris mit dem Abschluss (Agrégation) 1959. Danach war er 1961 bis 1963 Agrégé préparateur an der ENS und 1963 bis 1966 Attaché de Recherche beim Centre national de la recherche scientifique (CNRS). 1972 wurde er an der Universität Grenoble promoviert (Doctorat d’état). 1966 bis 1973 war er Dozent (Maître de Conférences) an der Universität Nizza und 1973 bis 1991 Professor an der Universität Paris-Nord. Gleichzeitig war er 1973 bis 1981 Maître de Conférences an der École polytechnique. 1991 bis 1999 war er Professor am Institut universitaire de formation des maîtres (IUFM) in Paris und 1991 bis 1994 dessen stellvertretender Direktor (Directeur adjointe). 1999 bis 2004 war er beim CNRS Leiter der Forschungsgruppe Archives de la création mathématique. Seit 2004 ist er emeritiert.
1982 bis 1983 war er Präsident der Société Mathématique de France (SMF) und 1984 bis 1988 des Comité National Français des Mathématiciens (CNFM). 1983 bis 1986 war er im Leitungsgremium der Cité des sciences et de l’industrie.
1983 war er einer der Gründer und bis 1991 stellvertretender Leiter der Recherches Epistémologiques et Historiques sur les Sciences Exactes et les Institutions Scientifiques (REHSEIS) Gruppe beim CNRS. Er ist Mitherausgeber der Revue d’histoire des mathématiques.
1996 erhielt er den Prix Binoux der Académie des sciences und 2001 die Koyré-Medaille. Er ist korrespondierendes Mitglied der Académie Internationale d’Histoire des Sciences.
1999 war er Mitherausgeber der Neuauflage der Werke von Pierre de Fermat (ursprünglich von Paul Tannery) mit Gilles Christol, Roshdi Rashed (Blanchard, Paris).
Zu seinen Doktoranden zählen Christine Proust und Karine Chemla.
Er ist verheiratet und hat drei Kinder.

## Schriften
- mit Jean-Louis Ovaert, Pierre Raymond, Jean-Jacques Sansuc: Philosophie et calcul de l’infini. François Maspéro, Paris 1976, ISBN 2-7071-0864-2.
- Fonctions elliptiques et intégrales abéliennes. In: Jean Dieudonné (Hrsg.): Abrégé d'histoire des mathématiques. 1700–1900. Band 2: Fonctions elliptiques, analyse fonctionelle, topologie, géométrie différentielle, probabilités, logique mathématique. Hermann, Paris 1978, ISBN 2-7056-5871-8, S. 1–113.
  - deutsch: Elliptische Funktionen und Abelsche Integrale. In: Jean Dieudonné: Geschichte der Mathematik. 1700–1900. Ein Abriß. Vieweg, Braunschweig u. a. 1985, ISBN 3-528-08443-X, S. 422–540, (online bei archive.org).
- A Short History: Les débuts de la théorie des faisceaux. In: Masaki Kashiwara, Pierre Schapira: Sheaves on Manifolds (= Die Grundlehren der mathematischen Wissenschaften in Einzeldarstellungen. 292). Springer, Berlin u. a. 1990, ISBN 3-540-51861-4, S. 7–22, doi:10.1007/978-3-662-02661-8_2.
- La préhistoire des conjectures de Weil. In: Jean-Paul Pier (Hrsg.): Development of mathematics 1900–1950. Birkhäuser, Basel u. a. 1994, ISBN 3-7643-2821-5, S. 385–414.
- Histoire de la théorie des faisceaux. In: Michele Audin (Hrsg.): Matériaux pour l’histoire des mathématiques au XXème siècle. Actes du Colloque à la Mémoire de Jean Dieudonné (Nice, 1996) (= Collection SMF. Séminaires et congrès. 3). Société Mathématique de France, Paris 1998, ISBN 2-85629-065-5, S. 101–119, (Digitalisat).
- La géométrie algébrique. Recherches historiques. Albert Blanchard, Paris 2003, ISBN 2-85367-222-0.
- The Work of Niels Henrik Abel. In: Olav Arnfinn Laudal, Ragni Piene (Hrsg.): The legacy of Niels Henrik Abel. The Abel Bicentennial, Oslo, 2002. Springer, Berlin u. a. 2004, ISBN 3-540-43826-2, S. 21–177, doi:10.1007/978-3-642-18908-1_4.
- mit Roshdi Rashed: Les “Arithmétiques” de Diophante (= Scientia Graeco-Arabica. 11). De Gruyter, Berlin u. a. 2013, ISBN 978-3-11-033593-4, doi:10.1515/9783110336481.